# 鯨魚座T
鯨魚座T，又名BD-20 50，HD 1760、SAO 166210、HR 85，是鯨魚座的一颗恒星，视星等为5.12，位于銀經77.51，銀緯-80.2，其B1900.0坐标为赤經0h 16m 42.6s，赤緯-20° -80.2′ 45″。